# 榮子旅
榮子旅（?—?），是西周前期荣国的君主，姬姓。
榮子旅的名字不见于传世文献，但很多出土青铜器上都有他的名字。比如，荣子旅甗（铭文：荣子旅作祖乙宝彝，子孙永宝）、荣子旅鼎（铭文：荣子旅作父戊宝尊彝，其孙子永宝）、荣子旅簋（铭文：荣子旅作宝簋）、荣子旅卣（铭文：荣子旅作旅彝）。